# Big Ones
Big Ones è una raccolta degli Aerosmith uscita nel 1994. La raccolta consiste nel meglio dell'era Geffen Records 1987 - 1994 e contiene tre nuove canzoni Walk on Water, Blind Man e Deuces Are Wild.

## Tracce
1. Walk on Water
2. Love in an Elevator (da Pump)
3. Rag Doll (da Permanent Vacation)
4. What It Takes (da Pump)
5. Dude (Looks Like a Lady) (da Permanent Vacation)
6. Janie's Got a Gun (da Pump)
7. Cryin' (da Get a Grip)
8. Amazing (da Get a Grip)
9. Blind Man
10. Deuces Are Wild (da The Beavis and Butt-Head Experience)
11. The Other Side (da Pump)
12. Crazy (from Get a Grip)
13. Eat the Rich (da Get a Grip)
14. Angel (da Permanent Vacation)
15. Livin' on the Edge (da Get a Grip)
16. Dude (Looks Like a Lady) - live (Bonus track)

## Formazione
- Steven Tyler - voce, armonica a bocca, pianoforte
- Joe Perry - chitarra solista, cori, pedal steel guitar
- Brad Whitford - chitarra ritmica, acustica
- Tom Hamilton - basso
- Joey Kramer - batteria

Additional musicians
- Jim Vallance – organo in "Rag Doll"
- Drew Arnott – mellotron in "Angel"
- Tom Keenlyside – sassofono, sassofono tenore, clarinetto, corno
- Ian Putz – sassofono baritono
- Bob Rogers – trombone
- Henry Christian – tromba
- Bruce Fairbairn – tromba, cori in "Love in an Elevator"
- Bob Dowd – cori in "Love in an Elevator"
- John Webster – tastiera elettronica
- Richard Supa – tastiera in"Amazing"
- Don Henley – cori in "Amazing"
- Desmond Child – tastiera in "Crazy"
- Paul Baron – tromba